# Rogowszczyzna
Rogowszczyzna (niem. Konradsfelde, do 1911 r. Rogowszisna) – osada w Polsce położona w województwie warmińsko-mazurskim, w powiecie oleckim, w gminie Świętajno.
W latach 1975–1998 miejscowość administracyjnie należała do województwa suwalskiego.